# Baird (Texas)
Baird ist ein Ort und Sitz der Countyverwaltung (County Seat) des Callahan County im US-Bundesstaat Texas in den Vereinigten Staaten.

## Geographie
Die Stadt liegt nördlich des geographischen Zentrums von Texas an der Interstate 20 und dem U.S. Highway 283, etwa 230 Kilometer westlich von Dallas und hat eine Gesamtfläche von 7 km², wovon 0,2 km² Wasserfläche ist.

## Geschichte
1880 wurde aus dem ehemaligen Eisenbahncamp der Texas & Pacific Railway zur stetigen Ansiedlung. Benannt wurde sie am 14. Dezember 1880 nach Matthew Baird, dem Besitzer und Direktor der Eisenbahngesellschaft. Am 16. Januar 1883 wurde sie zur Bezirkshauptstadt gewählt. Am 22. Juni 1993 wurde der Kleinstadt der Titel Antique Capital of West Texas verliehen.

## Demographie
Das durchschnittliche Einkommen eines Haushalts liegt bei 27.446 USD, das durchschnittliche Einkommen einer Familie bei 35.000 US-Dollar. Männer haben ein durchschnittliches Einkommen von 21.974 US-Dollar gegenüber den Frauen mit durchschnittlich 16.298 US-Dollar. Das Pro-Kopf-Einkommen liegt bei 13.951 US-Dollar. 14,0 % der Einwohner und 12,3 % der Familien leben unterhalb der Armutsgrenze.

23,4 % der Einwohner sind unter 18 Jahre alt und auf 100 Frauen ab 18 Jahren und darüber kommen statistisch 88,9 Männer. Das Durchschnittsalter beträgt 41 Jahre (Stand: 2000).